# Sue Thompson
Sue Thompson, nome d'arte di Eva Sue McKee (Nevada, 19 luglio 1925 – Pahrump, 23 settembre 2021), è stata una cantante statunitense.

## Biografia

### Primi anni
È nata a Nevada, nel Missouri. All'età di sette anni iniziò a cantare e a suonare la chitarra sul palco.
Durante la seconda guerra mondiale lavorò in un impianto di difesa. Si sposò a diciassette anni ed ebbe una figlia a vent'anni, ma il matrimonio fallì e lei e suo marito si separarono dopo tre anni. Per continuare a mantenersi dopo il divorzio, tornò sulla scena esibendosi nei locali notturni in California. A San Jose vinse un concorso canoro, catturando così l'attenzione di un bandleader e del conduttore radiotelevisivo Dude Martin, che la invitò a cantare con la sua band. Questo li portò al loro matrimonio. Insieme registrarono dei duetti, tra cui If You Want Some Lovin', che l'aiutò a ottenere un contratto da solista con la Mercury Records nel 1950.

### Carriera discografica
Dopo un anno, divorziò da Dude Martin per sposare Hank Penny, comico e cantante. Hank e Sue si esibirono insieme in uno spettacolo televisivo a Los Angeles, prima di trasferirsi a Las Vegas. Sue registrò sia individualmente che con il marito per la Decca Records. Tuttavia, nessuna delle loro canzoni ottennero successo. Nel 1960, Sue firmò con la Hickory Records. Nel 1961, Sad Movies (Make Me Cry) divenne un successo che raggiunse la quinta posizione sulle classifiche pop, seguito da un altro successo, Norman, che arrivò in terza posizione. Entrambi questi successi portano la firma di John D. Loudermilk. Essi vendettero oltre un milione di copie e furono premiati con dischi d'oro. Nel 1962, Have a Good Time si piazzò nella Top 40 e l'anno successivo Willie Can fu un altro successo ma di minore importanza. Le prime affermazioni degli anni sessanta fecero di Sue una favorita tra la folla degli adolescenti e una rivale di Connie Francis e Brenda Lee. Altre due composizioni che raggiunsero la popolarità furono James (Hold the Ladder Steady) e Paper Tiger, scritti anch'essi da Loudermilk.

### Anni successivi
Paper Tiger nel 1965 fu il suo ultimo successo nella Top 30. Alla fine degli anni sessanta, Sue tornò alla musica country pubblicando l'album This Is Sue Thompson Country nel 1969. Nel 1971 lavorò con alcuni cantanti. Con Don Gibson incise alcuni album in cui si ritrovano I Think They Call It Love, Good Old Fashioned Country Love e Oh How How Love Changes. Registrò altri singoli da solista per i campionati del paese, come Big Mable Murphy, che entrò nella Top 50 nel 1975, e Never Naughty Rosie, il suo ultimo singolo del 1976. Sue cantò anche nei casinò di Las Vegas e nei club di Hollywood, come il Palomino Club. Negli anni novanta si stabilì a Las Vegas e da quel momento ha continuato a esibirsi periodicamente.

## Discografia

### Album
| Anno | Titolo Album                            | Posizione in classifica | Posizione in classifica |
| Anno | Titolo Album                            | US                      | US Country              |
| ---- | --------------------------------------- | ----------------------- | ----------------------- |
| 1961 | Meet Sue Thompson                       | —                       | —                       |
| 1962 | Two of a Kind                           | —                       | —                       |
| 1963 | Golden Hits                             | —                       | —                       |
| 1965 | Paper Tiger                             | 134                     | —                       |
| 1965 | The Country Side of Sue Thompson        | —                       | —                       |
| 1966 | Sue Thompson with Strings Attached      | —                       | —                       |
| 1969 | This Is Sue Thompson Country            | —                       | —                       |
| 1972 | The Two of Us Together (con Don Gibson) | —                       | —                       |
| 1974 | Sweet Memories                          | —                       | —                       |
| 1974 | And Love Me                             | —                       | —                       |
| 1975 | Oh How Love Changes (with Don Gibson)   | —                       | 43                      |
| 1975 | Big Mable Murphy                        | —                       | —                       |

### Singoli
| Anno | Titolo Singolo                                 | Posizione in classifica | Posizione in classifica | Posizione in classifica | Posizione in classifica | Posizione in classifica | Album                 |
| Anno | Titolo Singolo                                 | US                      | US Cashbox              | US Country              | US AC                   | AUS                     | Album                 |
| ---- | ---------------------------------------------- | ----------------------- | ----------------------- | ----------------------- | ----------------------- | ----------------------- | --------------------- |
| 1961 | Sad Movies (Make Me Cry)                       | 5                       | 5                       | —                       | 1                       | 6                       | Meet Sue Thompson     |
| 1961 | Norman                                         | 3                       | 4                       | —                       | —                       | 4                       | Meet Sue Thompson     |
| 1962 | Two of a Kind                                  | 42                      | 37                      | —                       | 8                       | 40                      | Two of a Kind         |
| 1962 | It Has to Be (flip side)                       | —                       | 150                     | —                       | —                       | —                       | Two of a Kind         |
| 1962 | Have a Good Time                               | 31                      | 31                      | —                       | 9                       | 45                      | Golden Hits           |
| 1962 | If Only the Boy Knew (flip side)               | 112                     | 143                     | —                       | —                       | 45                      | Golden Hits           |
| 1962 | James (Hold the Ladder Steady)                 | 17                      | 22                      | —                       | —                       | 6                       | Golden Hits           |
| 1962 | Willie Can                                     | 78                      | 77                      | —                       | —                       | 44                      | Golden Hits           |
| 1963 | What's Wrong Bill                              | 135                     | —                       | —                       | —                       | —                       | Paper Tiger           |
| 1963 | Suzie                                          | —                       | 127                     | —                       | —                       | —                       | Paper Tiger           |
| 1963 | True Confession (flip side)                    | —                       | 148                     | —                       | —                       | —                       | Paper Tiger           |
| 1963 | I Like Your Kind of Love (with Bob Luman)      | —                       | 142                     | —                       | —                       | 26                      | Non-album single      |
| 1964 | Big Daddy                                      | 132                     | —                       | —                       | —                       | —                       | Non-album single      |
| 1964 | Paper TigerA                                   | 23                      | 18                      | —                       | —                       | 3                       | Paper Tiger           |
| 1965 | What I'm Needin' Is You                        | 115                     | —                       | —                       | —                       | —                       | Paper Tiger           |
| 1965 | Stop th' Music (flip side)                     | —                       | 135                     | —                       | —                       | —                       | With Strings Attached |
| 1966 | Put It Back (Where You Found It)               | 131                     | —                       | —                       | —                       | —                       | Non-album single      |
| 1966 | What Should I Do                               | —                       | 148                     | —                       | —                       | —                       | Non-album single      |
| 1972 | What a Woman in Love Won't Do                  | —                       | —                       | —                       | —                       | —                       | Sweet Memories        |
| 1972 | Candy and Roses                                | —                       | —                       | 72                      | —                       | 76                      | Sweet Memories        |
| 1973 | Find Out                                       | —                       | —                       | —                       | —                       | —                       | Sweet Memories        |
| 1974 | Making Love to You Is Just Like Eating Peanuts | —                       | —                       | —                       | —                       | —                       | And Love Me           |
| 1974 | And Love Me                                    | —                       | —                       | —                       | —                       | —                       | And Love Me           |
| 1975 | The Very Thought of You                        | —                       | —                       | —                       | —                       | —                       | And Love Me           |
| 1975 | Any Other Morning                              | —                       | —                       | —                       | —                       | —                       | Big Mable Murphy      |
| 1975 | Big Mable Murphy                               | —                       | —                       | 50                      | 40                      | —                       | Big Mable Murphy      |
| 1976 | Never Naughty Rosie                            | —                       | —                       | 95                      | —                       | —                       | Non-album single      |

- A"Paper Tiger" ha raggiunto l'ottava posizione nella Top Singles chart in Canada.

### Singoli con Don Gibson
| Anno | Titolo Singolo                  | Posizione in classifica | Posizione in classifica | Album                  |
| Anno | Titolo Singolo                  | US Country              | CAN Country             | Album                  |
| ---- | ------------------------------- | ----------------------- | ----------------------- | ---------------------- |
| 1971 | The Two of Us Together          | 50                      | —                       | The Two of Us Together |
| 1971 | Did You Ever Think              | 71                      | —                       | The Two of Us Together |
| 1971 | I Think They Call It Love       | 37                      | —                       | The Two of Us Together |
| 1972 | Cause I Love You                | 64                      | —                       | The Two of Us Together |
| 1972 | Go With Me                      | 52                      | 49                      | The Two of Us Together |
| 1973 | Warm Love                       | 53                      | 52                      | The Two of Us Together |
| 1974 | Good Old Fashioned Country Love | 31                      | 29                      | Oh, How Love Changes   |
| 1975 | Oh, How Love Changes            | 36                      | —                       | Oh, How Love Changes   |
| 1976 | Get Ready, Here I Come          | 98                      | —                       | Oh, How Love Changes   |